# 1918 في أستراليا
فيما يلي قوائم الأحداث التي وقعت خلال عام 1918 في أستراليا.

## أحداث
- 22 سبتمبر – معركة جسر دامية

## مواليد

### مارس
- 23 مارس – كولين لونغ لاعب كرة مضرب أسترالي.

### يونيو
- 6 يونيو – روث سانغر عالمة وراثة أسترالية.

### أكتوبر
- 14 أكتوبر – ثيلما كوين لونغ لاعبة كرة مضرب أسترالية.

### نوفمبر
- 14 نوفمبر – جون بروميتش لاعب كرة مضرب أسترالي.

## وفيات

### مايو
- 3 مايو – إيرني باركر (مواليد 1883)

### أكتوبر
- 1 أكتوبر – آرثر أوهارا وود (مواليد 1890) لاعب كرة مضرب أسترالي.